# Singularité (mathématiques)
Pour les articles homonymes, voir Singularité.

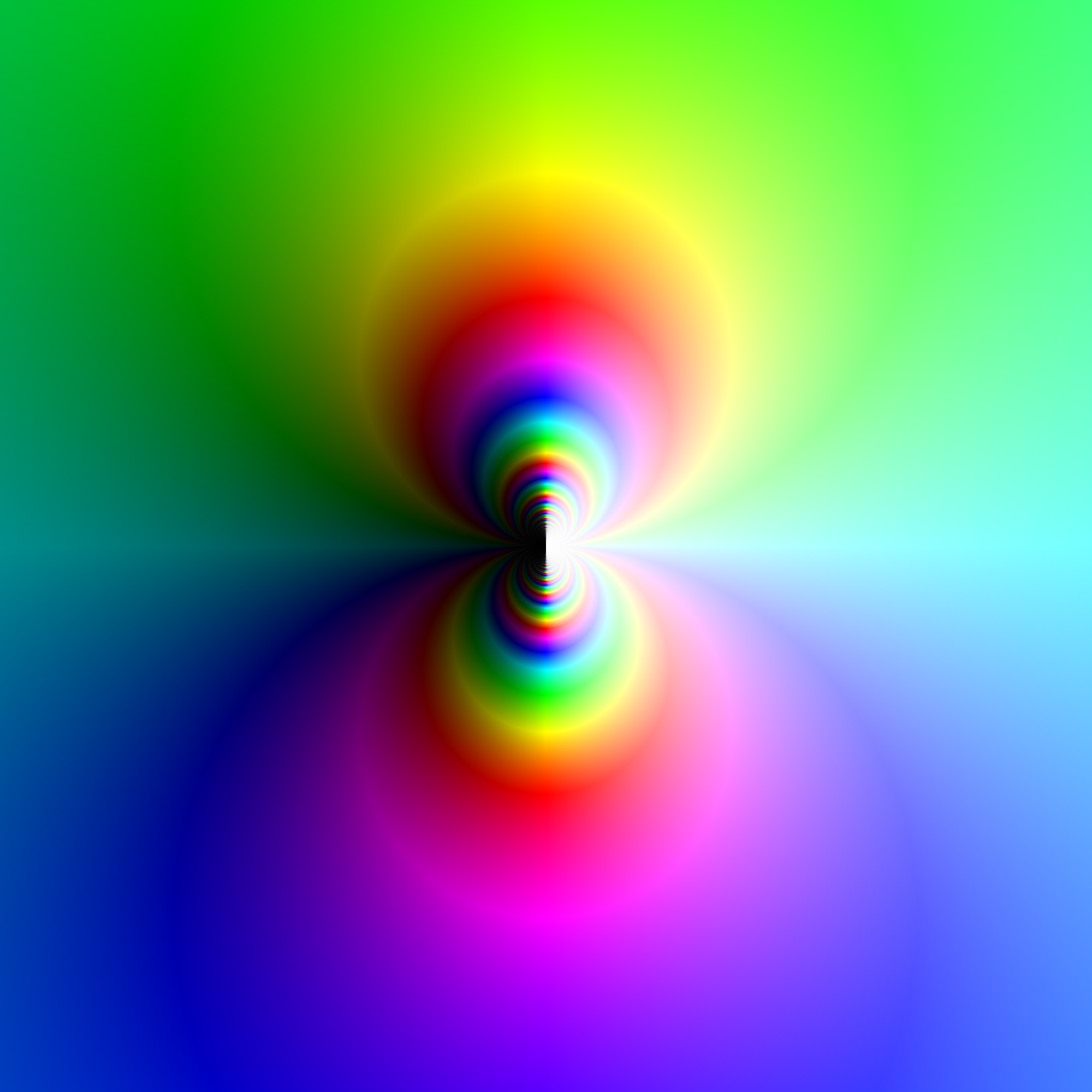
Singularité essentielle.

En mathématiques, une singularité est en général un point, une valeur ou un cas dans lequel un certain objet mathématique n'est pas bien défini ou bien subit une transition. Ce terme peut donc avoir des significations très différentes en fonction du contexte. Par exemple, dans l'analyse élémentaire, on dit que la fonction x ↦ 1/x, définie sur un voisinage pointé de l'origine, admet une singularité en x = 0[réf. souhaitée]. En théorie des singularités, le terme prend un sens différent. On dit, par exemple, que la fonction x ↦ x2 admet une singularité en x = 0, pour dire simplement que sa dérivée s'annule.[réf. souhaitée]

## Matrice singulière
En algèbre linéaire, une matrice carrée est dite singulière si elle n'est pas inversible. Par conséquent, un système d'équations représenté par une matrice singulière n'admet pas de solution unique, car on ne peut pas l'inverser. Aussi, le déterminant de la matrice est nul.

## Analyse complexe
En analyse complexe, il existe plusieurs types de singularités. La configuration la plus simple consiste à se placer sur un sous-ensemble ouvert U de {\displaystyle \mathbb {C} }, avec a un élément de U et f une fonction holomorphe définie sur U\{a}.
- Le point a est une singularité apparente de f s'il existe une fonction g holomorphe sur tout U et non nulle en a telle que

{\displaystyle \forall z\in U\backslash \{a\}\quad f(z)=g(z)}
- Le point a est un pôle d'ordre n de f s'il existe une fonction holomorphe sur U, g, non nulle en a telle que :

{\displaystyle \forall z\in U\backslash \{a\}\quad f(z)={\frac {g(z)}{(z-a)^{n}}}}
- Le point a est une singularité essentielle de f si ce n'est ni une singularité apparente, ni un pôle.

Il est possible d'effectuer au voisinage de a un développement en série de Laurent, et de décrire la nature de la singularité à partir de celui-ci.
Par ailleurs il est possible d'observer un autre type de singularité, qu'on trouve par exemple en cherchant à définir une fonction racine ne ou un logarithme complexes : c'est le point de branchement. Il se produit quand le principe de prolongement analytique conduit à plusieurs déterminations d'une même fonction multiforme. La singularité est le point autour duquel il faut tourner pour passer d'une détermination à une autre. La notion de surface de Riemann associée à la fonction multiforme permet de ramener ce problème à un problème de singularité pour une application de projection.

## Singularités des courbes analytiques et algébriques
L'origine est une singularité appelée point de rebroussement, pointe (ou cusp en anglais), pour la courbe donnée par l'équation {\displaystyle y^{2}=x^{3}} ; un autre type de singularité provient des points multiples, par exemple un point double à l'origine pour la courbe {\displaystyle y^{2}=x^{2}(x+1)}.
La classification analytique des singularités de telles courbes est liée à la notion d'éclatement.

## Singularités génériques en topologie différentielle
De la même façon qu'on classifie des singularités dans le cadre analytique ou algébrique, il est possible de le faire en topologie différentielle, en employant les fonctions différentiables au lieu des polynômes ou fonctions analytiques.
La théorie des singularités fut initiée par les travaux de Hassler Whitney sur les points critiques. L'idée générale est que les lignes de niveau successives d'une fonction changent de topologie en présentant une singularité lorsque la fonction traverse un point critique.
Le fait d'utiliser des fonctions différentiables rend une classification exhaustive impossible : elle se perdrait dans une myriade de « cas pathologiques ». C'est pourquoi ne sont pris en compte que des phénomènes qui présentent des propriétés de stabilité par petites perturbations, ou qui sont « génériques », c'est-à-dire se produisant, en un certain sens, avec probabilité 1.
La théorie des singularités ainsi conçue englobe notamment la théorie des catastrophes de René Thom, centrée sur l'idée de bifurcation dans un système dynamique.

## Singularité d'une équation différentielle linéaire
Dans le cas d'une équation différentielle linéaire d'ordre 1, scalaire ou vectorielle, de la forme {\displaystyle A_{0}(z)Y'(z)+A_{1}(z)Y(z)=B(z)}, une singularité de l'équation est un point z où {\displaystyle A_{0}} est non inversible (donc nul, pour une équation scalaire).
Dans le cadre des équations scalaires, sur le corps des nombres réels, l'étude se fait généralement d'abord de part et d'autre de la singularité, avec ensuite étude des raccords éventuels. Dans le cadre des équations holomorphes, il existe différents types de singularités, plus ou moins difficiles à traiter : singularités régulières ou fuchsiennes, ou singularités irrégulières. Au voisinage d'une singularité fuchsienne, le théorème de Cauchy admet des adaptations agréables, quitte éventuellement à devoir considérer des fonctions multivaluées (exemple : le logarithme complexe). En revanche, les choses sont plus compliquées en une singularité irrégulière.
Ces notions s'adaptent à d'autres classes d'équations fonctionnelles : les équations aux q-différences et équations aux différences.